# Oper im Berg Festival
Das Oper im Berg Festival Salzburg ist ein Opernfestival, das 2008 in Salzburg gegründet wurde. Spielstätte des jährlich stattfindenden Festivals war bis 2017 die Kavernen 1595 im Mönchsberg. Seit 2018 ist die Spielstätte die Große Universitätsaula Salzburg (Mozartaula).

## Geschichte und Rezeption
Das Oper im Berg Festival wurde 2008 von Opernsänger Ingo Kolonerics als Hommage an die Tenorlegende Luciano Pavarotti in Salzburg gegründet. Von der Entdeckung zahlreicher Nachwuchsstars (Grandi Voci Wettbewerb), die heute an vielen bedeutenden Opernbühnen wirken, entwickelte es sich immer mehr zur Institution für authentisch gezeigte Operninszenierungen und hatte von Anfang an großen Zuspruch sowohl beim Publikum als auch bei der etablierten Kritik. Der Großteil der Aufführungen finden im historischen Ambiente der von Erzbischof Wolf Dietrich erbauten Kavernen 1595 im Mönchsberg statt.
Außerdem gibt das Festival regelmäßig Gastspiele, so unter anderem auch auf der Josefsburg in Kufstein, Schloss Wilhelminenberg in Wien, Schloss Amerang bei München, im Maximilianeum, sowie im Großen Festspielhaus in Salzburg.
Werktreu jedoch mit neuer Perspektive und ungewöhnlicher Nähe wurden Werke von Mozart, Puccini, Verdi und Rossini aufgeführt. 2009 fand unter der Regie von Barbara Bonney die Uraufführung des Werkes Der Sonnenkreis statt, mit Musik von Jeppe Nörgaard Jacobsen und Libretto von Ingo Kolonerics. Anlässlich der 200. Wiederkehr von Giuseppe Verdis Geburtstag trat Kammersängerin Grace Bumbry im Rahmen einer großen italienischen Operngala beim Festival auf, das unter anderem auch von Ruggero Raimondi und Patricia Wise besucht wurde.
Der Intendant Ingo Kolonerics (Bass) studierte Gesang in Salzburg, Wien und Bologna, unter anderem bei Grace Bumbry, Gianni Raimondi und Bonaldo Giaiotti. Er debütierte mit 22 Jahren beim Wexford Opera Festival als König Philipp II., und sang bei den Bayreuther Festspielen unter Giuseppe Sinopoli; diverse Engagements führten ihn als Sarastro, Osmin, Komtur, Sparafucil, Basilio und Ramfis an viele Bühnen Europas.

## Spielplan und beteiligte Künstler
Bisher wurden folgende Opern aufgeführt:
- Die Zauberflöte (2009, 2010, 2011, 2014)
- Die Entführung aus dem Serail (2008)
- La Bohème (2009, 2013)
- La traviata (2013)
- Il barbiere di Siviglia (2010)
- Rigoletto (2012)
- Tosca (2011)
- Der Sonnenkreis (2009)
- Aida (2014)

Weiters sind folgende Opernaufführungen vorgesehen:
- Don Giovanni (2015)
- Lucia di Lammermoor (2015)
- Tosca (2015)
- Il trovatore (2015)

2016–2022
- I pagliacci
- Cavalleria
- L‘elisir d‘amore
- La Traviata
- Rigoletto
- Don Giovanni
- Lucia di Lammermoor
- Die Zauberflöte
- Il barbiere di siviglia
- La Bohème
- Otello

In den Produktionen sind unter anderem folgende Künstler aufgetreten: Grace Bumbry, Viorel Saplacan (Staatsoper Bukarest), Mirella Bunoaica (Staatsoper Stuttgart), Krzysztof Borysiewicz (Staatsoper Warschau), Ingo Kolonerics, Thorsten Büttner (Staatstheater Mainz), Nejat Isik Belen (Staatsoper Istanbul), Elena Kononenko (Bolshoi Theater).